# Aurelia Navarro Moreno
Pour les articles homonymes, voir Navarro (homonymie) et Moreno.
Aurelia Navarro Moreno née à Pulianas en Espagne en 1882 et morte à Cordoue le 9 février 1968 est une peintre espagnole.

## Biographie
Elle naît dans la maison familiale de la rue des Martyrs de la commune de Pulianas, en Andalousie, près de Grenade. Son père, José Navarro González, est diplômé en médecine et sa mère,  Resurrección Moreno Olmedo, appartient à une famille riche. Le foyer de la future peintre bénéficie d'une position socio-économique privilégiée[réf. nécessaire].
Elle est formée en recevant des cours particuliers, sachant qu'à cette époque les femmes ne peuvent pas peindre de nus. Elle est d'abord l'élève du peintre grenadin José Larrocha et plus tard du peintre cordouan Tomás Muñoz Lucena installé à Grenade en 1901, comme professeur de dessin de l'Institut Général et Technicien, situé rue San Jerónimo 46. Ce palais héberge aujourd'hui le Conservatoire de Musique Victoria Eugenia de Grenade[réf. nécessaire].
Malgré ce qui a pu être dit par des auteurs antérieurs, il n'existe pas de source documentaire indiquant qu'elle a été envoyée comme pensionnaire à Madrid, par la Députation provinciale de la Grenade, afin d'élargir son éducation artistique[réf. nécessaire].
Elle avait 22 ans la première fois qu'elle a participé aux Expositions Nationales des Beaux-Arts, en recevant une mention honorifique pour son oeuvre Rêve tranquille (1904) et, par deux fois, une médaille : une avec Portrait de señorita (1906) et l'autre avec Nu féminin (1908). Cette dernière toile a reçu beaucoup d'éloges et fait l'objet d'une grande attention de la part de la presse. Elle était en effet une des premières peintres espagnoles à représenter un nu féminin, déclinaison d'une version de la Vénus dans le miroir de Velázquez. Pour Magdalena Illãn, experte de la vie et l'œuvre de la peintre, peindre un corps féminin en étant femme, a eu des conséquences pour Aurelia Navarro parce que « c'était un thème tabou pour n'importe quelle femme à ce moment. Qu'une femme peignît cela il s'envisageait comme contraire à la morale » . Cela fut pour elle un acte de vaillance.
Cette même idée se confirme en tenant compte du contexte historique, comme le signale l'historienne María Dolores Jiménez-Blanc. « Pendant beaucoup d'années, les académies d'art n'ont pas donné aux femmes l'accès aux classes de nus, estimant qu'elles n'étaient pas préparées pour ça. Pour un homme, ce n'était pas impudique mais cela l'était pour une femme. C'est dire jusqu'à quel point elles étaient considérées comme étant moins préparées intellectuellement pour se confronter à un corps nu ». Avec Nu Féminin, Aurelia Navarro a voulu démontrer qu'elle  pouvait accéder au même référentiel artistique supposé que celui d'un homme.
Elle a été une des premières partenaires de l'Association Espagnole de Peintres et Sculpteurs. En 1910, elle a été une des 6 femmes qui ont fondé l'institution, où il y avait alors 180 hommes.
L'historiographie artistique a l'habitude d'affirmer qu'Aurelia Navarro est rentrée à Grenade suite à des pressions familiales, mais à la vérité la peintre ne s'est jamais déplacée à Madrid au motif de sa participation aux Expositions nationales, comme le prouvent les dossiers administratifs de dits événements, consultés dans les Archives Générales de l'Administration d'Alcalá de Henares (Madrid). Elle n'a pas non plus été copiste au Musée du Prado, comme le montre la consultation des Livres de Copistes de ladite pinacothèque. Elle a continué à peindre dans sa ville natale et elle a participé à quatre expositions du Centre Artistique, Littéraire et Scientifique de la Grenade dans les années 1908, 1914 et 1916[réf. nécessaire].
Pour Magdalena Illán, on ne sait pas si Aurelia Navarro est entrée au couvent par décision propre ou si elle y a été obligée. Avec son Nu féminin, qui était en fait un autoportrait, « elle a dynamité toutes les normes morales de l'époque. Cela ne correspond pas au fait d'intégrer ultérieurement un couvent »,.
Dans ce sens, Jiménez Blanc souligne que « le succès artistique d'une femme pouvait être perçu comme dangereux. C'est pourquoi ses parents ont décidé qu'elle reviendrait à Grenade en l'obligeant à abandonner sa carrière. Au lieu d'apprécier le succès, ses parents le considèrent inapproprié, ce qui est très révélateur ».
Bien que son maître, Tomás Muñoz Lucena, ait essayé de convaincre la famille d'autoriser Aurelia Navarro à continuer à se former à Rome, il ne l'a pas réussi parce que son père n'a jamais approuvé la facette artistique de sa fille.
Les pressions sociales et familiales l'ont portée à une profonde crise et à une progressive perte de l'inspiration artistique. En 1923, elle a décidé de rejoindre la Congrégation des Adoratrices et a réduit sa production artistique à quelques œuvres religieuses.
Comme religieuse, elle réside ensuite été à Rome, Madrid et Malaga et elle termine ses jours dans le couvent de Cordoue, où elle décède à l'âge de 80 ans[réf. nécessaire].

## Style artistique
Son œuvre se concentre sur des représentations de figures féminines, de cour et intimistes, et son style se caractérise par des coups de pinceau souples et une palette douce[réf. nécessaire].

## Oeuvres
Magdalena Illán estime qu'elle a peint une centaine d'œuvres entre 1904 et 1916. Une partie de son travail s'est perdue en raison de la qualité des matériaux utilisés, pastelles et aquarelles principalement. Une autre partie est répartie entre la famille et les descendants de son frère José. La Députation de Grenade possède le Nu féminin gagnant en 1908 et la Maison Ajsaris un exemplaire de Pensativa dans ses collections.
- Rêve tranquille (1904)
- Jeune avec mantón (1905), Collection Ignacio Navarro
- Portrait de la señorita À. M. (1906)
- Le goûter (1906)
- Une bacante (1906)
- Une artiste (1906)
- En jouant avec les poules en le carmen (1906)
- Nu féminin (1908), Députation de Grenade
- Étude de figure avec capuchina (1908)
- Portrait (1908)
- Nu (1908)
- Le petit-déjeuner (1908)
- Enfants en faisant fleurs
- Enfant en le Carmen
- L'Oraison (1914)
- Santísimo Sacrement (1915), Église de Notre Dame du Perpétuel Secours, la Grenade
- Éxtasis (1916)
- Portrait de María Micaela du Sacrement, fondatrice du Mandat des Adoratrices